# Acuerdo General sobre Aranceles Aduaneros y Comercio
El Acuerdo General sobre Aranceles Aduaneros y Comercio (GATT, del inglés General Agreement on Tariffs and Trade) se basa en las reuniones periódicas de los Estados miembros, en las que se realizan negociaciones tendientes a la reducción de aranceles, según el principio de reciprocidad. Las negociaciones se hacen miembro a miembro y producto a producto, mediante la presentación de peticiones acompañadas de las correspondientes ofertas.

## Política comercial estadounidense anterior al GATT
Estados Unidos siempre había participado en el comercio internacional, sin asumir un papel activo en la creación de políticas de comercio hasta la Gran Depresión. El Congreso y el Ejecutivo tenían conflictos para decidir la medida adecuada de promoción comercial y proteccionismo. Para estimular el empleo, el Congreso aprobó el Acta de Acuerdos Comerciales Recíprocos (Reciprocal Trade Accord Act) de 1934, lo que permitió al Ejecutivo negociar acuerdos comerciales bilaterales por un período determinado.
En la década de 1930, la cantidad de negociaciones bilaterales bajo esta acta estaba limitada y consecuentemente hizo poco para expandir el comercio mundial. En los 40, trabajando con el gobierno británico, Estados Unidos desarrolló dos innovaciones para expandir y regular el comercio entre naciones: el Acuerdo General sobre Aranceles Aduaneros y Comercio (GATT) y la Organización Internacional del Comercio (OIC). El GATT fue temporalmente un acuerdo multilateral diseñado para proveer un marco regulatorio y un fórum para negociar reducciones arancelarias al comercio entre naciones.

## Países que suscriben el acuerdo del GATT
El Acuerdo General sobre Aranceles Aduaneros y Comercio fue firmado inicialmente por 24 países: Australia, Bélgica, Birmania (ahora Myanmar), Brasil, Canadá, Ceilán (ahora Sri Lanka), Chile, China, Checoslovaquia, Cuba, Estados Unidos, Francia, India, Líbano, Luxemburgo, Noruega, Nueva Zelanda, Países Bajos, Pakistán, Reino Unido, Rodesia del Sur (ahora Zimbabue), Siria y Sudáfrica.

## GATT en 1947
El origen del GATT se encuentra en la reunión de la comisión preparatoria de la conferencia internacional de comercio, bajo el patrocinio de la ONU, que tuvo lugar en Londres a finales de 1946. La segunda sesión se celebró en Ginebra en 1947 y en ella se elaboró un proyecto, la Carta de Comercio Internacional, que se completó en la Conferencia de La Habana en noviembre de 1947.
La primera versión del GATT, desarrollada en 1947 durante la Conferencia sobre Comercio y Trabajo de las Naciones Unidas en La Habana, es referida como “GATT 1947”. En noviembre de 1947, el acuerdo fue firmado por 23 países.
Su función consistía en ser un "código de buena conducta", basado en el principio de no discriminación, reducción de cupos, aranceles y prohibición de cárteles y dumpings. Aunque es cierto que no pudo cumplir a rajatabla sus funciones, ya que emergieron cárteles (como el de la OPEP), determinados dumpings y determinados cupos y aranceles.

## Funcionamiento
Durante la década de 1960, el GATT contribuyó a un crecimiento mundial debido al éxito en las continuas reducciones de aranceles.[cita requerida]
Todo país miembro tiene derecho a exigir de otro las mismas ventajas comerciales que las concedidas por este último a cualquier otro país miembro.
De 1970 a 1980, tuvo una crisis acelerada debido a la reducción de los aranceles a niveles muy bajos, lo cual inspiró a los gobiernos de Europa y Estados Unidos a idear formas de protección para los sectores que se enfrentaban con una mayor competencia en los mercados, creando altas tasas de interés.

## GATT 1994 en los Estados Unidos
El GATT, como acuerdo internacional, es similar a un tratado. Bajo las leyes de los Estados Unidos es clasificado como un acuerdo del Congreso-Ejecutivo. Basado en el Acta de Acuerdos Comerciales Recíprocos, permitió al ejecutivo negociar sobre acuerdos comerciales con autorización temporal del Congreso. En ese momento funcionó como un sistema provisional pero prometedor sistema de comercio. El acuerdo está basado en el «principio incondicional de la nación más favorecida». Esto significa que las condiciones aplicaban a las naciones comerciales más favorecidas (por ejemplo, la que tuviera menos restricciones).
En 1994 el GATT fue actualizado para incluir nuevas obligaciones sobre sus signatarios. Uno de los cambios más importantes fue la creación de la OMC. Los 75 países miembros del GATT y la Comunidad Europea se convirtieron en los miembros fundadores de la OMC el 1 de enero de 1995. Los otros 52 miembros del GATT ingresaron en la OMC durante los dos años posteriores. Desde la creación de la OMC, 21 naciones no miembros del GATT ingresaron y 28 están actualmente negociando su membresía.
Las partes contratantes que fundaron la OMC oficialmente dieron por finalizados los términos del acuerdo del “GATT 1947” el 31 de diciembre de 1995.

## Idiomas oficiales
Este ente tiene tres idiomas oficiales, a saber: el español, el francés y el inglés. En la práctica, sin embargo, el idioma dominante en la Secretaría y entre las delegaciones sigue siendo el inglés y aproximadamente el 90 % de los documentos del GATT se redactan originalmente en este idioma, aunque todos ellos se traducen a los otros dos y las tres versiones se distribuyen generalmente al mismo tiempo.
Lo mismo ocurre con la interpretación, ya que en todas las reuniones oficiales de los órganos del GATT hay interpretación generalmente simultánea, a y desde los tres idiomas oficiales.

## Diferencia entre el GATT y la OMC
El GATT es un sistema de reglas por naciones mientras que la OMC es un organismo internacional.
La OMC expandió su espectro desde el comercio de bienes hasta el comercio del sector de servicios y los derechos de la propiedad intelectual.
A pesar de haber sido diseñada para servir acuerdos multilaterales, durante varias rondas de negociación del GATT, particularmente en la Ronda de Tokio, los acuerdos bilaterales crearon un intercambio o comercio selectivo y causaron fragmentación entre los miembros. Los arreglos de la Organización Mundial del Comercio son generalmente un acuerdo multilateral cuyo mecanismo de establecimiento es el del GATT. Sin embargo, los cambios más relevantes se pueden enumerar a continuación:
- Mayor número de miembros: el GATT carecía de una base institucional, mientras que la OMC tiene una estructura bien definida y en función de sus acciones

- Ampliación del ámbito de aplicación de las actividades comerciales reguladas por la OMC: por ello que se puede decir que este es el foro más grande en temas de comercio.

- Al llegar la OMC se dan algunos acuerdos multilaterales de comercio y defensa de este, como en los casos de la protección al derecho de autor y los nuevos derechos informáticos en prácticas comerciales.

## Rondas del GATT
1. Ronda de Ginebra (abril, 1947): 23 países. Se pone en vigencia el GATT, en esta ronda se proponía establecer un marco disciplinado y transparente que permitiese reducir gradualmente los obstáculos al comercio, y de este modo ampliar el comercio internacional. Para facilitar esta tarea, se incluyeron en el acuerdo, algunos principios y disposiciones básicas. Los elementos más importantes fueron la no discriminación, la reciprocidad, la transparencia y la reducción arancelaria.
2. Ronda de Annecy (1949): 13 países.
3. Ronda de Torquay (1950): 38 países.
4. Ronda de Ginebra (1956): 26 países. Se fija la estrategia para futuras políticas del GATT respecto a países en desarrollo, mejorando su posición como participantes del tratado.
5. Ronda Dillon (1962): 26 países. Reducción de aranceles.
6. Ronda Kennedy (1967): 62 países. Reducción de aranceles. Se dio por primera vez una reducción general en los aranceles en lugar de especificar producto por producto. Acuerdo anti-dumping (en los Estados Unidos fue rechazado por el Congreso).
7. Ronda de Tokio (1973-1979):[3] 102 países. Reducción de barreras no arancelarias. También redujo aranceles sobre bienes manufacturados. Mejora y extensión del sistema GATT.
8. Ronda de Uruguay (1986 1993): 123 países. Se creó la OMC para reemplazar el GATT. Reducción de aranceles y subsidios a la exportación, reducción de límites de importación y cuotas sobre los próximos 20 años, acuerdo para reforzar la protección a la propiedad intelectual, extendiendo la ley comercial internacional al sector de los servicios y liberalización de la inversión externa. También hizo cambios en el mecanismo de establecimiento de disputas del GATT.
9. Ronda de Doha (2001-sin concluir)